# Adavere
Adavere est un petit bourg de la commune de Põltsamaa du comté de Jõgeva en Estonie .
Au 31 décembre 2011, il compte 567 habitants.